# Danh sách video phát hành tại gia của Doraemon

Bìa DVD đầu tiên của anime Doraemon (loạt phim 1979) do Shogakukan phát hành.

Doraemon ban đầu là một manga dài kỳ được sáng tác bởi họa sĩ Fujiko F. Fujio. Nội dung xoay quanh chú mèo máy Doraemon sản phẩm công nghệ của tương lai về quá khứ giúp cậu bé Nobita hậu đậu, vụng về cải thiện cuộc sống. Tác phẩm ba lần được chuyển thể thành anime: giai đoạn 1 (1973) gồm 52 tập phát trên kênh Nippon TV, giai đoạn 2 (1979–2005) gồm 1787 tập và giai đoạn 3 (2005–nay) với hơn 1100 tập đã phát sóng.
Đây là danh sách các video được phát hành tại gia của xê-ri anime Doraemon. Mặc dù được sản xuất và phát sóng trên truyền hình từ rất sớm nhưng mãi đến năm 1993 một số tập của loạt phim 1979 mới được phát hành dưới định dạng VHS,về sau được tái phát hành dưới dạng DVD. Một số ấn bản dành cho người cho người sưu tầm lần lượt được ra mắt: Kikan TV-ban Doraemon Special phát hành dưới dạng VHS vào năm 1999 và 2000, Doraemon Collection gồm 12 vol DVD phát hành vào năm 2000, Doraemon Meisaku Collection tuyển tập các danh tác trong Doraemon được phát hành từ năm 2011 đến 2014 và cuối cùng là Doraemon TV-ban Special Tokudai-gō tuyển tập các tập phim theo mùa. 
Ở loạt phim 2005, các tập phim được công ty Shogakukan phát hành thành nhiều DVD dưới tựa New TV-ban Doraemon và Vol 1 phát hành ngày 10 tháng 2 năm 2006. Các tuyển tập đặc biệt được phát hành theo bốn mùa: xuân, hạ, thu và đông cũng đã ra mắt từ năm 2006 đến 2009. Ngoài ra còn có các ấn bản mang tính sưu tập khác như tuyển tập theo chủ đề và tuyển tập các danh tác. Từ năm 2018, một số DVD chứa các tập phim của loạt phim 2005 với thời lượng khoảng 120 phút cho mỗi đĩa đã được ra mắt.

## Loạt phim 1979
VHS
|                                              | Volume | Ngày phát hành       | Tham khảo |
| -------------------------------------------- | ------ | -------------------- | --------- |
| Kikan TV-ban Doraemon Special: Haru no Gō 1  | –      | 1 tháng 3 năm 1999   | [ 11 ]    |
| Kikan TV-ban Doraemon Special: Haru no Gō 2  | –      | 1 tháng 3 năm 1999   | [ 12 ]    |
| Kikan TV-ban Doraemon Special: Haru no Gō 3  | –      | 1 tháng 3 năm 2000   | [ 13 ]    |
| Kikan TV-ban Doraemon Special: Haru no Gō 4  | –      | 1 tháng 3 năm 2000   | [ 14 ]    |
| Kikan TV-ban Doraemon Special: Natsu no Gō 1 | –      | 1 tháng 6 năm 1999   | [ 15 ]    |
| Kikan TV-ban Doraemon Special: Natsu no Gō 2 | –      | 1 tháng 6 năm 1999   | [ 16 ]    |
| Kikan TV-ban Doraemon Special: Natsu no Gō 3 | –      | 1 tháng 6 năm 2000   | [ 17 ]    |
| Kikan TV-ban Doraemon Special: Natsu no Gō 4 | –      | 21 tháng 6 năm 2000  | [ 18 ]    |
| Kikan TV-ban Doraemon Special: Aki no Gō 1   | –      | 1 tháng 9 năm 1999   | [ 19 ]    |
| Kikan TV-ban Doraemon Special: Aki no Gō 2   | –      | 1 tháng 9 năm 1999   | [ 20 ]    |
| Kikan TV-ban Doraemon Special: Aki no Gō 3   | –      | 1 tháng 9 năm 2000   | [ 21 ]    |
| Kikan TV-ban Doraemon Special: Aki no Gō 4   | –      | 1 tháng 9 năm 2000   | [ 22 ]    |
| Kikan TV-ban Doraemon Special: Fuyu no Gō 1  | –      | 1 tháng 12 năm 1999  | [ 23 ]    |
| Kikan TV-ban Doraemon Special: Fuyu no Gō 2  | –      | 1 tháng 12 năm 1999  | [ 24 ]    |
| Kikan TV-ban Doraemon Special: Fuyu no Gō 3  | –      | 20 tháng 12 năm 2000 | [ 25 ]    |
| Kikan TV-ban Doraemon Special: Fuyu no Gō 4  | –      | 20 tháng 12 năm 2000 | [ 26 ]    |

DVD
|                                                     | Volume    | Số tập  | Ngày phát hành       | Tham khảo |
| --------------------------------------------------- | --------- | ------- | -------------------- | --------- |
| TV-ban Doraemon                                     | Volume 1  | 8 tập   | 9 tháng 2 năm 2007   | [ 5 ]     |
| TV-ban Doraemon                                     | Volume 2  | 7 tập   | 9 tháng 2 năm 2007   | [ 27 ]    |
| TV-ban Doraemon                                     | Volume 3  | 7 tập   | 9 tháng 2 năm 2007   | [ 28 ]    |
| TV-ban Doraemon                                     | Volume 4  | 7 tập   | 9 tháng 2 năm 2007   | [ 29 ]    |
| TV-ban Doraemon                                     | Volume 5  | 6 tập   | 9 tháng 2 năm 2007   | [ 30 ]    |
| TV-ban Doraemon                                     | Volume 6  | 7 tập   | 9 tháng 2 năm 2007   | [ 31 ]    |
| TV-ban Doraemon                                     | Volume 7  | 7 tập   | 9 tháng 2 năm 2007   | [ 32 ]    |
| TV-ban Doraemon                                     | Volume 8  | 7 tập   | 9 tháng 2 năm 2007   | [ 33 ]    |
| TV-ban Doraemon                                     | Volume 9  | 7 tập   | 9 tháng 2 năm 2007   | [ 34 ]    |
| TV-ban Doraemon                                     | Volume 10 | 7 tập   | 9 tháng 2 năm 2007   | [ 35 ]    |
| TV-ban Doraemon                                     | Volume 11 | 6 tập   | 9 tháng 2 năm 2007   | [ 36 ]    |
| TV-ban Doraemon                                     | Volume 12 | 7 tập   | 9 tháng 2 năm 2007   | [ 37 ]    |
| TV-ban Doraemon                                     | Volume 13 | 7 tập   | 9 tháng 2 năm 2007   | [ 38 ]    |
| TV-ban Doraemon                                     | Volume 14 | 7 tập   | 9 tháng 2 năm 2007   | [ 39 ]    |
| TV-ban Doraemon                                     | Volume 15 | 7 tập   | 9 tháng 2 năm 2007   | [ 40 ]    |
| TV-ban Doraemon                                     | Volume 16 | 7 tập   | 9 tháng 2 năm 2007   | [ 41 ]    |
| TV-ban Doraemon                                     | Volume 17 | 7 tập   | 9 tháng 2 năm 2007   | [ 42 ]    |
| TV-ban Doraemon                                     | Volume 18 | 7 tập   | 9 tháng 2 năm 2007   | [ 43 ]    |
| TV-ban Doraemon                                     | Volume 19 | 7 tập   | 9 tháng 2 năm 2007   | [ 44 ]    |
| TV-ban Doraemon                                     | Volume 20 | 7 tập   | 9 tháng 2 năm 2007   | [ 45 ]    |
| TV-ban Doraemon                                     | Volume 21 | 7 tập   | 6 tháng 4 năm 2007   | [ 46 ]    |
| TV-ban Doraemon                                     | Volume 22 | 7 tập   | 6 tháng 4 năm 2007   | [ 47 ]    |
| TV-ban Doraemon                                     | Volume 23 | 7 tập   | 6 tháng 4 năm 2007   | [ 48 ]    |
| TV-ban Doraemon                                     | Volume 24 | 7 tập   | 6 tháng 4 năm 2007   | [ 49 ]    |
| TV-ban Doraemon                                     | Volume 25 | 7 tập   | 6 tháng 4 năm 2007   | [ 50 ]    |
| TV-ban Doraemon                                     | Volume 26 | 7 tập   | 6 tháng 4 năm 2007   | [ 51 ]    |
| TV-ban Doraemon                                     | Volume 27 | 7 tập   | 6 tháng 4 năm 2007   | [ 52 ]    |
| TV-ban Doraemon                                     | Volume 28 | 6 tập   | 6 tháng 4 năm 2007   | [ 53 ]    |
| TV-ban Doraemon                                     | Volume 29 | 5 tập   | 6 tháng 4 năm 2007   | [ 54 ]    |
| TV-ban Doraemon                                     | Volume 30 | 4 tập   | 6 tháng 4 năm 2007   | [ 55 ]    |
| TV-ban Doraemon                                     | Volume 31 | 6 tập   | 6 tháng 4 năm 2007   | [ 56 ]    |
| TV-ban Doraemon                                     | Volume 32 | 6 tập   | 6 tháng 4 năm 2007   | [ 57 ]    |
| TV-ban Doraemon                                     | Volume 33 | 6 tập   | 6 tháng 4 năm 2007   | [ 58 ]    |
| TV-ban Doraemon                                     | Volume 34 | 6 tập   | 6 tháng 4 năm 2007   | [ 59 ]    |
| TV-ban Doraemon                                     | Volume 35 | 6 tập   | 6 tháng 4 năm 2007   | [ 60 ]    |
| TV-ban Doraemon                                     | Volume 36 | 6 tập   | 6 tháng 4 năm 2007   | [ 61 ]    |
| TV-ban Doraemon                                     | Volume 37 | 6 tập   | 6 tháng 4 năm 2007   | [ 62 ]    |
| TV-ban Doraemon                                     | Volume 38 | 6 tập   | 6 tháng 4 năm 2007   | [ 63 ]    |
| TV-ban Doraemon                                     | Volume 39 | 6 tập   | 6 tháng 4 năm 2007   | [ 64 ]    |
| TV-ban Doraemon                                     | Volume 40 | 6 tập   | 6 tháng 4 năm 2007   | [ 65 ]    |
| TV-ban Doraemon                                     | Volume 41 | 6 tập   | 8 tháng 6 năm 2007   | [ 66 ]    |
| TV-ban Doraemon                                     | Volume 42 | 6 tập   | 8 tháng 6 năm 2007   | [ 67 ]    |
| TV-ban Doraemon                                     | Volume 43 | 6 tập   | 8 tháng 6 năm 2007   | [ 68 ]    |
| TV-ban Doraemon                                     | Volume 44 | 6 tập   | 8 tháng 6 năm 2007   | [ 69 ]    |
| TV-ban Doraemon                                     | Volume 45 | 6 tập   | 8 tháng 6 năm 2007   | [ 70 ]    |
| TV-ban Doraemon                                     | Volume 46 | 6 tập   | 8 tháng 6 năm 2007   | [ 71 ]    |
| TV-ban Doraemon                                     | Volume 47 | 6 tập   | 8 tháng 6 năm 2007   | [ 72 ]    |
| TV-ban Doraemon                                     | Volume 48 | 6 tập   | 8 tháng 6 năm 2007   | [ 73 ]    |
| TV-ban Doraemon                                     | Volume 49 | 6 tập   | 8 tháng 6 năm 2007   | [ 74 ]    |
| TV-ban Doraemon                                     | Volume 50 | 6 tập   | 8 tháng 6 năm 2007   | [ 75 ]    |
| TV-ban Doraemon                                     | Volume 51 | 6 tập   | 8 tháng 6 năm 2007   | [ 76 ]    |
| TV-ban Doraemon                                     | Volume 52 | 6 tập   | 8 tháng 6 năm 2007   | [ 77 ]    |
| TV-ban Doraemon                                     | Volume 53 | 6 tập   | 8 tháng 6 năm 2007   | [ 78 ]    |
| TV-ban Doraemon                                     | Volume 54 | 6 tập   | 8 tháng 6 năm 2007   | [ 79 ]    |
| TV-ban Doraemon                                     | Volume 55 | 6 tập   | 8 tháng 6 năm 2007   | [ 80 ]    |
| TV-ban Doraemon                                     | Volume 56 | 6 tập   | 8 tháng 6 năm 2007   | [ 81 ]    |
| TV-ban Doraemon                                     | Volume 57 | 6 tập   | 8 tháng 6 năm 2007   | [ 82 ]    |
| TV-ban Doraemon                                     | Volume 58 | 6 tập   | 8 tháng 6 năm 2007   | [ 83 ]    |
| TV-ban Doraemon                                     | Volume 59 | 6 tập   | 8 tháng 6 năm 2007   | [ 84 ]    |
| TV-ban Doraemon                                     | Volume 60 | 6 tập   | 8 tháng 6 năm 2007   | [ 85 ]    |
| Doraemon Collection                                 | Volume 1  | 16 tập  | 15 tháng 11 năm 2000 | [ 86 ]    |
| Doraemon Collection                                 | Volume 2  | 16 tập  | 15 tháng 11 năm 2000 | [ 87 ]    |
| Doraemon Collection                                 | Volume 3  | 16 tập  | 15 tháng 11 năm 2000 | [ 88 ]    |
| Doraemon Collection                                 | Volume 4  | 16 tập  | 17 tháng 1 năm 2001  | [ 89 ]    |
| Doraemon Collection                                 | Volume 5  | 16 tập  | 21 tháng 2 năm 2001  | [ 90 ]    |
| Doraemon Collection                                 | Volume 6  | 16 tập  | 14 tháng 3 năm 2001  | [ 91 ]    |
| Doraemon Collection                                 | Volume 7  | 16 tập  | 18 tháng 4 năm 2001  | [ 92 ]    |
| Doraemon Collection                                 | Volume 8  | 16 tập  | 16 tháng 5 năm 2001  | [ 93 ]    |
| Doraemon Collection                                 | Volume 9  | 16 tập  | 16 tháng 6 năm 2001  | [ 94 ]    |
| Doraemon Collection                                 | Volume 10 | 15 tập  | 18 tháng 7 năm 2001  | [ 95 ]    |
| Doraemon Collection                                 | Volume 11 | 16 tập  | 10 tháng 8 năm 2001  | [ 96 ]    |
| Doraemon Collection                                 | Volume 12 | 16 tập  | 19 tháng 9 năm 2001  | [ 97 ]    |
| Doraemon Time Machine Box                           | –         | 309 tập | 18 tháng 11 năm 2009 | [ 98 ]    |
| Doraemon Meisaku Collection                         | –         | –       | 25 tháng 2 năm 2011  | [ 99 ]    |
| Doraemon Meisaku Collection                         | –         | –       | 25 tháng 2 năm 2011  | [ 100 ]   |
| Doraemon Meisaku Collection                         | –         | –       | 25 tháng 5 năm 2011  | [ 101 ]   |
| Doraemon Meisaku Collection                         | –         | –       | 25 tháng 5 năm 2011  | [ 102 ]   |
| Doraemon Meisaku Collection                         | –         | –       | 25 tháng 8 năm 2011  | [ 103 ]   |
| Doraemon Meisaku Collection                         | –         | –       | 25 tháng 11 năm 2011 | [ 104 ]   |
| Doraemon Meisaku Collection                         | –         | –       | 25 tháng 1 năm 2012  | [ 105 ]   |
| Doraemon Meisaku Collection                         | –         | –       | 26 tháng 3 năm 2012  | [ 106 ]   |
| Doraemon Meisaku Collection                         | –         | –       | 25 tháng 5 năm 2012  | [ 107 ]   |
| Doraemon Meisaku Collection                         | –         | –       | 25 tháng 6 năm 2013  | [ 108 ]   |
| Doraemon Meisaku Collection                         | –         | –       | 26 tháng 8 năm 2013  | [ 109 ]   |
| Doraemon Meisaku Collection                         | –         | –       | 29 tháng 1 năm 2014  | [ 110 ]   |
| Doraemon TV-ban Special Tokudai-gō: Haru no Maki 1  | –         | 3 tập   | 19 tháng 1 năm 2007  | [ 111 ]   |
| Doraemon TV-ban Special Tokudai-gō: Haru no Maki 2  | –         | 4 tập   | 18 tháng 1 năm 2008  | [ 112 ]   |
| Doraemon TV-ban Special Tokudai-gō: Haru no Maki 3  | –         | 5 tập   | 18 tháng 1 năm 2008  | [ 113 ]   |
| Doraemon TV-ban Special Tokudai-gō: Haru no Maki 4  | –         | 5 tập   | 18 tháng 1 năm 2008  | [ 114 ]   |
| Doraemon TV-ban Special Tokudai-gō: Haru no Maki 5  | –         | 6 tập   | 14 tháng 3 năm 2008  | [ 115 ]   |
| Doraemon TV-ban Special Tokudai-gō: Haru no Maki 6  | –         | 5 tập   | 14 tháng 3 năm 2008  | [ 116 ]   |
| Doraemon TV-ban Special Tokudai-gō: Natsu no Maki 1 | –         | 4 tập   | 19 tháng 1 năm 2007  | [ 117 ]   |
| Doraemon TV-ban Special Tokudai-gō: Natsu no Maki 2 | –         | 4 tập   | 18 tháng 1 năm 2008  | [ 118 ]   |
| Doraemon TV-ban Special Tokudai-gō: Natsu no Maki 3 | –         | 5 tập   | 18 tháng 1 năm 2008  | [ 119 ]   |
| Doraemon TV-ban Special Tokudai-gō: Natsu no Maki 4 | –         | 5 tập   | 18 tháng 1 năm 2008  | [ 120 ]   |
| Doraemon TV-ban Special Tokudai-gō: Natsu no Maki 5 | –         | 9 tập   | 14 tháng 3 năm 2008  | [ 121 ]   |
| Doraemon TV-ban Special Tokudai-gō: Natsu no Maki 6 | –         | 6 tập   | 14 tháng 3 năm 2008  | [ 122 ]   |
| Doraemon TV-ban Special Tokudai-gō: Aki no Maki 1   | –         | 4 tập   | 19 tháng 1 năm 2007  | [ 123 ]   |
| Doraemon TV-ban Special Tokudai-gō: Aki no Maki 2   | –         | 6 tập   | 18 tháng 1 năm 2008  | [ 124 ]   |
| Doraemon TV-ban Special Tokudai-gō: Aki no Maki 3   | –         | 5 tập   | 18 tháng 1 năm 2008  | [ 125 ]   |
| Doraemon TV-ban Special Tokudai-gō: Aki no Maki 4   | –         | 5 tập   | 18 tháng 1 năm 2008  | [ 126 ]   |
| Doraemon TV-ban Special Tokudai-gō: Aki no Maki 5   | –         | 7 tập   | 14 tháng 3 năm 2008  | [ 127 ]   |
| Doraemon TV-ban Special Tokudai-gō: Aki no Maki 6   | –         | 7 tập   | 14 tháng 3 năm 2007  | [ 128 ]   |
| Doraemon TV-ban Special Tokudai-gō: Fuyu no Maki 1  | –         | 5 tập   | 19 tháng 1 năm 2007  | [ 129 ]   |
| Doraemon TV-ban Special Tokudai-gō: Fuyu no Maki 2  | –         | 5 tập   | 18 tháng 1 năm 2008  | [ 130 ]   |
| Doraemon TV-ban Special Tokudai-gō: Fuyu no Maki 3  | –         | 4 tập   | 18 tháng 1 năm 2008  | [ 131 ]   |
| Doraemon TV-ban Special Tokudai-gō: Fuyu no Maki 4  | –         | 6 tập   | 18 tháng 1 năm 2008  | [ 132 ]   |
| Doraemon TV-ban Special Tokudai-gō: Fuyu no Maki 5  | –         | 5 tập   | 14 tháng 3 năm 2008  | [ 133 ]   |
| Doraemon TV-ban Special Tokudai-gō: Fuyu no Maki 6  | –         | 6 tập   | 14 tháng 3 năm 2008  | [ 134 ]   |

## Loạt phim 2005
| | Volume     | Số tập                | Ngày phát hành       | Tham khảo |
| --- | ---------- | --------------------- | -------------------- | --------- |
| New TV-ban Doraemon | Volume 1   | 5 tập và Mini Theater | 10 tháng 2 năm 2006  | [ 6 ]     |
| New TV-ban Doraemon | Volume 2   | 5 tập và Mini Theater | 10 tháng 2 năm 2006  | [ 135 ]   |
| New TV-ban Doraemon | Volume 3   | 5 tập và Mini Theater | 10 tháng 2 năm 2006  | [ 136 ]   |
| New TV-ban Doraemon | Volume 4   | 6 tập và Mini Theater | 17 tháng 3 năm 2006  | [ 137 ]   |
| New TV-ban Doraemon | Volume 5   | 5 tập và Mini Theater | 17 tháng 3 năm 2006  | [ 138 ]   |
| New TV-ban Doraemon | Volume 6   | 6 tập và Mini Theater | 17 tháng 3 năm 2006  | [ 139 ]   |
| New TV-ban Doraemon | Volume 7   | 6 tập và Mini Theater | 13 tháng 10 năm 2006 | [ 140 ]   |
| New TV-ban Doraemon | Volume 8   | 5 tập và Mini Theater | 13 tháng 10 năm 2006 | [ 141 ]   |
| New TV-ban Doraemon | Volume 9   | 5 tập và Mini Theater | 13 tháng 10 năm 2006 | [ 142 ]   |
| New TV-ban Doraemon | Volume 10  | 5 tập và Mini Theater | 10 tháng 11 năm 2006 | [ 143 ]   |
| New TV-ban Doraemon | Volume 11  | 6 tập và Mini Theater | 9 tháng 2 năm 2007   | [ 144 ]   |
| New TV-ban Doraemon | Volume 12  | 6 tập                 | 9 tháng 2 năm 2007   | [ 145 ]   |
| New TV-ban Doraemon | Volume 13  | 6 tập                 | 9 tháng 2 năm 2007   | [ 146 ]   |
| New TV-ban Doraemon | Volume 14  | 5 tập                 | 2 tháng 3 năm 2007   | [ 147 ]   |
| New TV-ban Doraemon | Volume 15  | 5 tập                 | 2 tháng 3 năm 2007   | [ 148 ]   |
| New TV-ban Doraemon | Volume 16  | 5 tập                 | 2 tháng 3 năm 2007   | [ 149 ]   |
| New TV-ban Doraemon | Volume 17  | 6 tập                 | 12 tháng 10 năm 2007 | [ 150 ]   |
| New TV-ban Doraemon | Volume 18  | 6 tập                 | 12 tháng 10 năm 2007 | [ 151 ]   |
| New TV-ban Doraemon | Volume 19  | 6 tập                 | 12 tháng 10 năm 2007 | [ 152 ]   |
| New TV-ban Doraemon | Volume 20  | 6 tập                 | 9 tháng 11 năm 2007  | [ 153 ]   |
| New TV-ban Doraemon | Volume 21  | 5 tập                 | 15 tháng 2 năm 2008  | [ 154 ]   |
| New TV-ban Doraemon | Volume 22  | 5 tập                 | 15 tháng 2 năm 2008  | [ 155 ]   |
| New TV-ban Doraemon | Volume 23  | 5 tập                 | 15 tháng 2 năm 2008  | [ 156 ]   |
| New TV-ban Doraemon | Volume 24  | 5 tập                 | 11 tháng 4 năm 2008  | [ 157 ]   |
| New TV-ban Doraemon | Volume 25  | 6 tập                 | 11 tháng 4 năm 2008  | [ 158 ]   |
| New TV-ban Doraemon | Volume 26  | 6 tập                 | 11 tháng 4 năm 2008  | [ 159 ]   |
| New TV-ban Doraemon | Volume 27  | 5 tập                 | 10 tháng 10 năm 2008 | [ 160 ]   |
| New TV-ban Doraemon | Volume 28  | 6 tập                 | 10 tháng 10 năm 2008 | [ 161 ]   |
| New TV-ban Doraemon | Volume 29  | 5 tập                 | 7 tháng 11 năm 2008  | [ 162 ]   |
| New TV-ban Doraemon | Volume 30  | 4 tập                 | 10 tháng 2 năm 2009  | [ 163 ]   |
| New TV-ban Doraemon | Volume 31  | 6 tập                 | 6 tháng 3 năm 2009   | [ 164 ]   |
| New TV-ban Doraemon | Volume 32  | 6 tập                 | 6 tháng 3 năm 2009   | [ 165 ]   |
| New TV-ban Doraemon | Volume 33  | 5 tập                 | 6 tháng 3 năm 2009   | [ 166 ]   |
| New TV-ban Doraemon | Volume 34  | 5 tập                 | 10 tháng 4 năm 2009  | [ 167 ]   |
| New TV-ban Doraemon | Volume 35  | 5 tập                 | 10 tháng 4 năm 2009  | [ 168 ]   |
| New TV-ban Doraemon | Volume 36  | 6 tập                 | 10 tháng 4 năm 2009  | [ 169 ]   |
| New TV-ban Doraemon | Volume 37  | 6 tập                 | 2 tháng 10 năm 2009  | [ 170 ]   |
| New TV-ban Doraemon | Volume 38  | 5 tập                 | 2 tháng 10 năm 2009  | [ 171 ]   |
| New TV-ban Doraemon | Volume 39  | 5 tập                 | 6 tháng 11 năm 2009  | [ 172 ]   |
| New TV-ban Doraemon | Volume 40  | 5 tập                 | 6 tháng 11 năm 2009  | [ 173 ]   |
| New TV-ban Doraemon | Volume 41  | 4 tập                 | 19 tháng 2 năm 2010  | [ 174 ]   |
| New TV-ban Doraemon | Volume 42  | 4 tập                 | 19 tháng 2 năm 2010  | [ 175 ]   |
| New TV-ban Doraemon | Volume 43  | 4 tập                 | 19 tháng 2 năm 2010  | [ 176 ]   |
| New TV-ban Doraemon | Volume 44  | 4 tập                 | 9 tháng 4 năm 2010   | [ 177 ]   |
| New TV-ban Doraemon | Volume 45  | 5 tập                 | 9 tháng 4 năm 2010   | [ 178 ]   |
| New TV-ban Doraemon | Volume 46  | 4 tập                 | 9 tháng 4 năm 2010   | [ 179 ]   |
| New TV-ban Doraemon | Volume 47  | 4 tập                 | 12 tháng 11 năm 2010 | [ 180 ]   |
| New TV-ban Doraemon | Volume 48  | 4 tập                 | 12 tháng 11 năm 2010 | [ 181 ]   |
| New TV-ban Doraemon | Volume 49  | 4 tập                 | 10 tháng 12 năm 2010 | [ 182 ]   |
| New TV-ban Doraemon | Volume 50  | 4 tập                 | 10 tháng 12 năm 2010 | [ 183 ]   |
| New TV-ban Doraemon | Volume 51  | 4 tập                 | 4 tháng 3 năm 2011   | [ 184 ]   |
| New TV-ban Doraemon | Volume 52  | 5 tập                 | 4 tháng 3 năm 2011   | [ 185 ]   |
| New TV-ban Doraemon | Volume 53  | 4 tập                 | 4 tháng 3 năm 2011   | [ 186 ]   |
| New TV-ban Doraemon | Volume 54  | 5 tập                 | 8 tháng 4 năm 2011   | [ 187 ]   |
| New TV-ban Doraemon | Volume 55  | 4 tập                 | 8 tháng 4 năm 2011   | [ 188 ]   |
| New TV-ban Doraemon | Volume 56  | 5 tập                 | 8 tháng 4 năm 2011   | [ 189 ]   |
| New TV-ban Doraemon | Volume 57  | 5 tập                 | 9 tháng 9 năm 2011   | [ 190 ]   |
| New TV-ban Doraemon | Volume 58  | 5 tập                 | 9 tháng 9 năm 2011   | [ 191 ]   |
| New TV-ban Doraemon | Volume 59  | 4 tập                 | 10 tháng 11 năm 2011 | [ 192 ]   |
| New TV-ban Doraemon | Volume 60  | 4 tập                 | 10 tháng 11 năm 2011 | [ 193 ]   |
| New TV-ban Doraemon | Volume 61  | 5 tập                 | 17 tháng 2 năm 2012  | [ 194 ]   |
| New TV-ban Doraemon | Volume 62  | 5 tập                 | 17 tháng 2 năm 2012  | [ 195 ]   |
| New TV-ban Doraemon | Volume 63  | 5 tập                 | 17 tháng 2 năm 2012  | [ 196 ]   |
| New TV-ban Doraemon | Volume 64  | 6 tập                 | 9 tháng 3 năm 2012   | [ 197 ]   |
| New TV-ban Doraemon | Volume 65  | 5 tập                 | 9 tháng 3 năm 2012   | [ 198 ]   |
| New TV-ban Doraemon | Volume 66  | 5 tập                 | 9 tháng 3 năm 2012   | [ 199 ]   |
| New TV-ban Doraemon | Volume 67  | 6 tập                 | 12 tháng 10 năm 2012 | [ 200 ]   |
| New TV-ban Doraemon | Volume 68  | 6 tập                 | 12 tháng 10 năm 2012 | [ 201 ]   |
| New TV-ban Doraemon | Volume 69  | 6 tập                 | 9 tháng 11 năm 2012  | [ 202 ]   |
| New TV-ban Doraemon | Volume 70  | 6 tập                 | 9 tháng 11 năm 2012  | [ 203 ]   |
| New TV-ban Doraemon | Volume 71  | 6 tập                 | 8 tháng 2 năm 2013   | [ 204 ]   |
| New TV-ban Doraemon | Volume 72  | 6 tập                 | 8 tháng 2 năm 2013   | [ 205 ]   |
| New TV-ban Doraemon | Volume 73  | 6 tập                 | 8 tháng 2 năm 2013   | [ 206 ]   |
| New TV-ban Doraemon | Volume 74  | 6 tập                 | 8 tháng 3 năm 2013   | [ 207 ]   |
| New TV-ban Doraemon | Volume 75  | 6 tập                 | 8 tháng 3 năm 2013   | [ 208 ]   |
| New TV-ban Doraemon | Volume 76  | 5 tập                 | 8 tháng 3 năm 2013   | [ 209 ]   |
| New TV-ban Doraemon | Volume 77  | 6 tập                 | 11 tháng 10 năm 2013 | [ 210 ]   |
| New TV-ban Doraemon | Volume 78  | 6 tập                 | 11 tháng 10 năm 2013 | [ 211 ]   |
| New TV-ban Doraemon | Volume 79  | 6 tập                 | 8 tháng 11 năm 2013  | [ 212 ]   |
| New TV-ban Doraemon | Volume 80  | 6 tập                 | 8 tháng 11 năm 2013  | [ 213 ]   |
| New TV-ban Doraemon | Volume 81  | 6 tập                 | 7 tháng 2 năm 2014   | [ 214 ]   |
| New TV-ban Doraemon | Volume 82  | 6 tập                 | 7 tháng 2 năm 2014   | [ 215 ]   |
| New TV-ban Doraemon | Volume 83  | 6 tập                 | 7 tháng 2 năm 2014   | [ 216 ]   |
| New TV-ban Doraemon | Volume 84  | 6 tập                 | 5 tháng 3 năm 2014   | [ 217 ]   |
| New TV-ban Doraemon | Volume 85  | 6 tập                 | 5 tháng 3 năm 2014   | [ 218 ]   |
| New TV-ban Doraemon | Volume 86  | 6 tập                 | 5 tháng 3 năm 2014   | [ 219 ]   |
| New TV-ban Doraemon | Volume 87  | 6 tập                 | 2 tháng 10 năm 2014  | [ 220 ]   |
| New TV-ban Doraemon | Volume 88  | 6 tập                 | 2 tháng 10 năm 2014  | [ 221 ]   |
| New TV-ban Doraemon | Volume 89  | 6 tập                 | 5 tháng 11 năm 2014  | [ 222 ]   |
| New TV-ban Doraemon | Volume 90  | 5 tập                 | 5 tháng 11 năm 2014  | [ 223 ]   |
| New TV-ban Doraemon | Volume 91  | 6 tập                 | 4 tháng 2 năm 2015   | [ 224 ]   |
| New TV-ban Doraemon | Volume 92  | 6 tập                 | 4 tháng 2 năm 2015   | [ 225 ]   |
| New TV-ban Doraemon | Volume 93  | 4 tập                 | 4 tháng 2 năm 2015   | [ 226 ]   |
| New TV-ban Doraemon | Volume 94  | 6 tập                 | 4 tháng 3 năm 2015   | [ 227 ]   |
| New TV-ban Doraemon | Volume 95  | 6 tập                 | 4 tháng 3 năm 2015   | [ 228 ]   |
| New TV-ban Doraemon | Volume 96  | 6 tập                 | 7 tháng 10 năm 2015  | [ 229 ]   |
| New TV-ban Doraemon | Volume 97  | 7 tập                 | 7 tháng 10 năm 2015  | [ 230 ]   |
| New TV-ban Doraemon | Volume 98  | 4 tập                 | 7 tháng 10 năm 2015  | [ 231 ]   |
| New TV-ban Doraemon | Volume 99  | 6 tập                 | 12 tháng 11 năm 2015 | [ 232 ]   |
| New TV-ban Doraemon | Volume 100 | 6 tập                 | 12 tháng 11 năm 2015 | [ 233 ]   |
| New TV-ban Doraemon | Volume 101 | 7 tập                 | 10 tháng 2 năm 2016  | [ 234 ]   |
| New TV-ban Doraemon | Volume 102 | 7 tập                 | 10 tháng 2 năm 2016  | [ 235 ]   |
| New TV-ban Doraemon | Volume 103 | 7 tập                 | 10 tháng 2 năm 2016  | [ 236 ]   |
| New TV-ban Doraemon | Volume 104 | 8 tập                 | 9 tháng 3 năm 2016   | [ 237 ]   |
| New TV-ban Doraemon | Volume 105 | 10 tập                | 9 tháng 3 năm 2016   | [ 238 ]   |
| New TV-ban Doraemon | Volume 106 | 4 tập                 | 9 tháng 3 năm 2016   | [ 239 ]   |
| New TV-ban Doraemon | Volume 107 | 10 tập                | 5 tháng 10 năm 2016  | [ 240 ]   |
| New TV-ban Doraemon | Volume 108 | 8 tập                 | 5 tháng 10 năm 2016  | [ 241 ]   |
| New TV-ban Doraemon | Volume 109 | 7 tập                 | 9 tháng 11 năm 2016  | [ 242 ]   |
| New TV-ban Doraemon | Volume 110 | 7 tập                 | 9 tháng 11 năm 2016  | [ 243 ]   |
| New TV-ban Doraemon | Volume 111 | 7 tập                 | 15 tháng 2 năm 2017  | [ 244 ]   |
| New TV-ban Doraemon | Volume 112 | 7 tập                 | 15 tháng 2 năm 2017  | [ 245 ]   |
| New TV-ban Doraemon | Volume 113 | 7 tập                 | 15 tháng 2 năm 2017  | [ 246 ]   |
| New TV-ban Doraemon | Volume 114 | 7 tập                 | 8 tháng 3 năm 2017   | [ 247 ]   |
| New TV-ban Doraemon | Volume 115 | 7 tập                 | 8 tháng 3 năm 2017   | [ 248 ]   |
| New TV-ban Doraemon | Volume 116 | 3 tập                 | 8 tháng 3 năm 2017   | [ 249 ]   |
| New TV-ban Doraemon | Volume 117 | 7 tập                 | 4 tháng 10 năm 2017  | [ 250 ]   |
| New TV-ban Doraemon | Volume 118 | 7 tập                 | 4 tháng 10 năm 2017  | [ 251 ]   |
| New TV-ban Doraemon | Volume 119 | 7 tập                 | 8 tháng 11 năm 2017  | [ 252 ]   |
| New TV-ban Doraemon | Volume 120 | 7 tập                 | 8 tháng 11 năm 2017  | [ 253 ]   |
| New TV-ban Doraemon | Volume 121 | 7 tập                 | 7 tháng 2 năm 2018   | [ 254 ]   |
| New TV-ban Doraemon | Volume 122 | 7 tập                 | 7 tháng 2 năm 2018   | [ 255 ]   |
| New TV-ban Doraemon | Volume 123 | 3 tập                 | 7 tháng 2 năm 2018   | [ 256 ]   |
| New TV-ban Doraemon | Volume 124 | 7 tập                 | 7 tháng 3 năm 2018   | [ 257 ]   |
| New TV-ban Doraemon | Volume 125 | 7 tập                 | 7 tháng 3 năm 2018   | [ 258 ]   |
| New TV-ban Doraemon | Volume 126 | 7 tập                 | 7 tháng 3 năm 2018   | [ 259 ]   |
| New TV-ban Doraemon | Volume 127 | 7 tập                 | 3 tháng 10 năm 2018  | [ 260 ]   |
| New TV-ban Doraemon | Volume 128 | 7 tập                 | 3 tháng 10 năm 2018  | [ 261 ]   |
| New TV-ban Doraemon | Volume 129 | 7 tập                 | 7 tháng 11 năm 2018  | [ 262 ]   |
| New TV-ban Doraemon | Volume 130 | 7 tập                 | 7 tháng 11 năm 2018  | [ 263 ]   |
| New TV-ban Doraemon | Volume 131 | 7 tập                 | 6 tháng 2 năm 2019   | [ 264 ]   |
| New TV-ban Doraemon | Volume 132 | 7 tập                 | 6 tháng 2 năm 2019   | [ 265 ]   |
| New TV-ban Doraemon | Volume 133 | 3 tập                 | 6 tháng 2 năm 2019   | [ 266 ]   |
| New TV-ban Doraemon | Volume 134 | 7 tập                 | 6 tháng 3 năm 2019   | [ 267 ]   |
| New TV-ban Doraemon | Volume 135 | 7 tập                 | 6 tháng 3 năm 2019   | [ 268 ]   |
| New TV-ban Doraemon | Volume 136 | 7 tập                 | 6 tháng 3 năm 2019   | [ 269 ]   |
| New TV-ban Doraemon | Volume 137 | 7 tập                 | 2 tháng 10 năm 2019  | [ 270 ]   |
| New TV-ban Doraemon | Volume 138 | 7 tập                 | 2 tháng 10 năm 2019  | [ 271 ]   |
| New TV-ban Doraemon | Volume 139 | 7 tập                 | 6 tháng 11 năm 2019  | [ 272 ]   |
| New TV-ban Doraemon | Volume 140 | 7 tập                 | 6 tháng 11 năm 2019  | [ 273 ]   |
| New TV-ban Doraemon | Volume 141 | 7 tập                 | 5 tháng 2 năm 2020   | [ 274 ]   |
| New TV-ban Doraemon | Volume 142 | 7 tập                 | 5 tháng 2 năm 2020   | [ 275 ]   |
| New TV-ban Doraemon | Volume 143 | 3 tập                 | 5 tháng 2 năm 2020   | [ 276 ]   |
| New TV-ban Doraemon | Volume 144 | 7 tập                 | 11 tháng 3 năm 2020  | [ 277 ]   |
| New TV-ban Doraemon | Volume 145 | 7 tập                 | 11 tháng 3 năm 2020  | [ 278 ]   |
| New TV-ban Doraemon | Volume 146 | 7 tập                 | 11 tháng 3 năm 2020  | [ 279 ]   |
| New TV-ban Doraemon | Volume 147 | 7 tập                 | 7 tháng 10 năm 2020  | [ 280 ]   |
| New TV-ban Doraemon | Volume 148 | 7 tập                 | 7 tháng 10 năm 2020  | [ 281 ]   |
| New TV-ban Doraemon | Volume 149 | 7 tập                 | 11 tháng 11 năm 2020 | [ 282 ]   |
| New TV-ban Doraemon | Volume 150 | 7 tập                 | 11 tháng 11 năm 2020 | [ 283 ]   |
| New TV-ban Doraemon | Volume 151 | 7 tập                 | 3 tháng 2 năm 2021   | [ 284 ]   |
| New TV-ban Doraemon | Volume 152 | 7 tập                 | 3 tháng 2 năm 2021   | [ 285 ]   |
| New TV-ban Doraemon | Volume 153 | 3 tập                 | 3 tháng 2 năm 2021   | [ 286 ]   |
| New TV-ban Doraemon | Volume 154 | 7 tập                 | 3 tháng 3 năm 2021   | [ 287 ]   |
| New TV-ban Doraemon | Volume 155 | 7 tập                 | 3 tháng 3 năm 2021   | [ 288 ]   |
| New TV-ban Doraemon | Volume 156 | 7 tập                 | 3 tháng 3 năm 2021   | [ 289 ]   |
| New TV-ban Doraemon | Volume 157 | 7 tập                 | 20 tháng 10 năm 2021 | [ 290 ]   |
| New TV-ban Doraemon | Volume 158 | 7 tập                 | 20 tháng 10 năm 2021 | [ 291 ]   |
| New TV-ban Doraemon | Volume 159 | 7 tập                 | 24 tháng 11 năm 2021 | [ 292 ]   |
| New TV-ban Doraemon | Volume 160 | 7 tập                 | 24 tháng 11 năm 2021 | [ 293 ]   |
| New TV-ban Doraemon | Volume 161 | 7 tập                 | 16 tháng 2 năm 2022  | [ 294 ]   |
| New TV-ban Doraemon | Volume 162 | 7 tập                 | 16 tháng 2 năm 2022  | [ 295 ]   |
| New TV-ban Doraemon | Volume 163 | 3 tập                 | 16 tháng 2 năm 2022  | [ 296 ]   |
| New TV-ban Doraemon | Volume 164 | 7 tập                 | 16 tháng 3 năm 2022  | [ 297 ]   |
| New TV-ban Doraemon | Volume 165 | 7 tập                 | 16 tháng 3 năm 2022  | [ 298 ]   |
| New TV-ban Doraemon | Volume 166 | 7 tập                 | 16 tháng 3 năm 2022  | [ 299 ]   |
| TV-ban New Doraemon Haru no Ohanashi 2005                                                                                    | –          | 6 tập + Mini Theater  | 15 tháng 3 năm 2006  | [ 7 ]     |
| TV-ban New Doraemon Natsu Ohanashi 2005                                                                                      | –          | 5 tập + Mini Theater  | 21 tháng 6 năm 2006  | [ 8 ]     |
| TV-ban New Doraemon Aki no Ohanashi 2005                                                                                     | –          | 5 tập + Mini Theater  | 29 tháng 9 năm 2006  | [ 9 ]     |
| TV-ban New Doraemon Fuyu no Ohanashi 2005                                                                                    | –          | 5 tập + Mini Theater  | 15 tháng 11 năm 2006 | [ 10 ]    |
| TV-ban New Doraemon Haru no Ohanashi 2006                                                                                    | –          | 6 tập                 | 21 tháng 3 năm 2007  | [ 300 ]   |
| TV-ban New Doraemon Natsu Ohanashi 2006                                                                                      | –          | 6 tập                 | 20 tháng 7 năm 2007  | [ 301 ]   |
| TV-ban New Doraemon Aki no Ohanashi 2006                                                                                     | –          | 6 tập                 | 19 tháng 9 năm 2007  | [ 302 ]   |
| TV-ban New Doraemon Fuyu no Ohanashi 2006                                                                                    | –          | 6 tập                 | 19 tháng 12 năm 2007 | [ 303 ]   |
| TV-ban New Doraemon Haru no Ohanashi 2007                                                                                    | –          | 5 tập                 | 19 tháng 3 năm 2008  | [ 304 ]   |
| TV-ban New Doraemon Natsu no Ohanashi 2007                                                                                   | –          | 6 tập                 | 18 tháng 6 năm 2008  | [ 305 ]   |
| TV-ban New Doraemon Aki no Ohanashi 2007                                                                                     | –          | 5 tập                 | 17 tháng 9 năm 2008  | [ 306 ]   |
| TV-ban New Doraemon Fuyu no Ohanashi 2007                                                                                    | –          | 6 tập                 | 19 tháng 11 năm 2008 | [ 307 ]   |
| TV-ban New Doraemon Haru no Ohanashi 2008                                                                                    | –          | 5 tập                 | 15 tháng 4 năm 2009  | [ 308 ]   |
| TV-ban New Doraemon Natsu no Ohanashi 2008                                                                                   | –          | 5 tập                 | 19 tháng 8 năm 2009  | [ 309 ]   |
| TV-ban New Doraemon Aki no Ohanashi 2008                                                                                     | –          | 5 tập                 | 19 tháng 8 năm 2009  | [ 310 ]   |
| TV-ban New Doraemon Fuyu no Ohanashi 2008                                                                                    | –          | 5 tập                 | 16 tháng 12 năm 2009 | [ 311 ]   |
| TV-ban New Doraemon Premium Collection: Bōken Special ~ Exciting! Umi no Sekai                                               | –          | 4 tập                 | 16 tháng 6 năm 2010  | [ 312 ]   |
| TV-ban New Doraemon Premium Collection: Bōken Special ~ Mirai no Kuni Kara Harubaru to!                                      | –          | 4 tập                 | 16 tháng 6 năm 2010  | [ 313 ]   |
| TV-ban New Doraemon Premium Collection: Bōken Special ~ Tatakae! Jikū o Koete                                                | –          | 4 tập                 | 21 tháng 7 năm 2010  | [ 314 ]   |
| TV-ban New Doraemon Premium Collection: Bōken Special ~ Sukue! Watashitachi no Chikyū o                                      | –          | 4 tập                 | 21 tháng 7 năm 2010  | [ 315 ]   |
| TV-ban New Doraemon Premium Collection: Kandō Special ~ Kimi wa Kakegae no Nai Shin'yūda!                                    | –          | 4 tập                 | 2 tháng 3 năm 2011   | [ 316 ]   |
| TV-ban New Doraemon Premium Collection: Kandō Special ~ Kazoku wa Kokoro no Furusatoda!                                      | –          | 7 tập                 | 27 tháng 4 năm 2011  | [ 317 ]   |
| TV-ban New Doraemon Premium Collection: Kandō Special ~ Kokoro no Tomo no Dōbutsu-tachi                                      | –          | 5 tập                 | 16 tháng 11 năm 2011 | [ 318 ]   |
| TV-ban New Doraemon Premium Collection: Kandō Special ~ Nobita Motemote? ! Rabu Romance                                      | –          | 6 tập                 | 16 tháng 11 năm 2011 | [ 319 ]   |
| TV-ban New Doraemon Premium Collection: SF Special ~ Chitei e, Kaitei e, Yume no Naka He                                     | –          | 5 tập                 | 21 tháng 3 năm 2012  | [ 320 ]   |
| TV-ban New Doraemon Premium Collection: SF Special ~ Kokoro Odoru, Meruhen no Sekai e                                        | –          | 5 tập                 | 21 tháng 3 năm 2012  | [ 321 ]   |
| TV-ban New Doraemon Premium Collection: SF Special ~ Kyōfu no? ! Dokkiri Sekai e                                             | –          | 6 tập                 | 21 tháng 11 năm 2012 | [ 322 ]   |
| TV-ban New Doraemon Premium Collection: SF Special ~ Mugen no Uchū de Daibōken                                               | –          | 5 tập                 | 21 tháng 11 năm 2012 | [ 323 ]   |
| TV-ban New Doraemon Premium Collection: Himitsu Dōgu Special OUT                                                             | –          | 9 tập                 | 20 tháng 2 năm 2013  | [ 324 ]   |
| TV-ban New Doraemon Premium Collection: Himitsu Dōgu Special IN                                                              | –          | 9 tập                 | 20 tháng 2 năm 2013  | [ 325 ]   |
| TV-ban New Doraemon Special Cast ga Erabu Himitsu Dōgu Selection: Shizuka-chan, Jaian, Suneo-hen                             | –          | 7 tập                 | 4 tháng 9 năm 2013   | [ 326 ]   |
| TV-ban New Doraemon Special Cast ga Erabu Himitsu Dōgu Selection: Nobita-hen                                                 | –          | 4 tập                 | 4 tháng 9 năm 2013   | [ 327 ]   |
| TV-ban New Doraemon Special Cast ga Erabu Himitsu Dōgu Selection: Doraemon-hen                                               | –          | 6 tập                 | 4 tháng 9 năm 2013   | [ 328 ]   |
| New TV-ban Doraemon Special: Zutto Soba ni Ite ne ~Stand by Me~                                                              | –          | 6 tập                 | 2 tháng 7 năm 2014   | [ 329 ]   |
| New TV-ban Doraemon Special: Uchū Hero no Maki                                                                               | –          | 4 tập                 | 4 tháng 3 năm 2015   | [ 330 ]   |
| New TV-ban Doraemon Special: Ōmukashi e Time Travel no Maki                                                                  | –          | 6 tập                 | 2 tháng 3 năm 2016   | [ 331 ]   |
| New TV-ban Doraemon Special: Jikū Adventure ~ Dogūto no Sōgū ~                                                               | –          | 8 tập                 | 10 tháng 8 năm 2016  | [ 332 ]   |
| New TV-ban Doraemon Special: Shirogane no Sekai o Daibōken                                                                   | –          | 6 tập                 | 1 tháng 3 năm 2017   | [ 333 ]   |
| New TV-ban Doraemon Special: Mainichi ga Daibōken                                                                            | –          | 5 tập                 | 2 tháng 8 năm 2017   | [ 334 ]   |
| New TV-ban Doraemon Special: Otakara Mezashite Zensokuzenshin!                                                               | –          | 5 tập                 | 7 tháng 3 năm 2018   | [ 335 ]   |
| New TV-ban Doraemon Special: Mada Minu Sekai e Daibōken ~ Chikyū Kara Tsuki, Uchū e ~                                        | –          | 6 tập                 | 6 tháng 3 năm 2019   | [ 336 ]   |
| New TV-ban Doraemon Special: Tsuki to Wakusei no SF Story                                                                    | –          | 6 tập                 | 7 tháng 8 năm 2019   | [ 337 ]   |
| New TV-ban Doraemon Special: Kyōryū World Daitanken                                                                          | –          | 7 tập                 | 4 tháng 3 năm 2020   | [ 338 ]   |
| New TV-ban Doraemon Special: Zutto Soba ni Ite ne 2 ~ Stand by Me 2                                                          | –          | 5 tập                 | 18 tháng 11 năm 2020 | [ 339 ]   |
| Doraemon Meisaku Collection Special: Natsu no Ohanashi                                                                       | –          | 6 tập                 | 25 tháng 7 năm 2012  | [ 340 ]   |
| Doraemon Meisaku Collection Special: Aki no Ohanashi                                                                         | –          | –                     | 25 tháng 9 năm 2012  | [ 341 ]   |
| Doraemon Meisaku Collection Special: Oshōgatsu no Ohanashi                                                                   | –          | 8 tập                 | 21 tháng 11 năm 2012 | [ 342 ]   |
| Doraemon Meisaku Collection Special: Christmas no Ohanashi                                                                   | –          | 10 tập                | 21 tháng 11 năm 2012 | [ 343 ]   |
| Doraemon Meisaku Collection Special: Fuyu no Ohanashi                                                                        | –          | 5 tập                 | 25 tháng 1 năm 2013  | [ 344 ]   |
| Doraemon Meisaku Collection Special: Haru no Ohanashi                                                                        | –          | 6 tập                 | 25 tháng 3 năm 2013  | [ 345 ]   |
| New TV-ban Doraemon Special: Doraemon Seitan 100-nen Mae Kinen ♪ Happy Birthday ♪ Doraemon Sono ① Doraemon & Dorami-chan hen | —          | 4 tập                 | 1 tháng 9 năm 2012   | [ 346 ]   |
| New TV-ban Doraemon Special: Doraemon Seitan 100-nen Mae Kinen ♪ Happy Birthday ♪ Doraemon Sono ② Nobitakun hen              | –          | 4 tập                 | 1 tháng 9 năm 2012   | [ 347 ]   |
| New TV-ban Doraemon Special: Doraemon Seitan 100-nen Mae Kinen ♪ Happy Birthday ♪ Doraemon Sono ③ Shizukachan hen            | –          | 4 tập                 | 1 tháng 9 năm 2012   | [ 348 ]   |
| New TV-ban Doraemon Special: Doraemon Seitan 100-nen Mae Kinen ♪ Happy Birthday ♪ Doraemon Sono ④ Jaian & Suneo hen          | –          | 6 tập                 | 1 tháng 9 năm 2019   | [ 349 ]   |
| TV Anime Series DVD Itsudemo Doraemon!! 1                                                                                    | –          | 10 tập                | 23 tháng 3 năm 2018  | [ 350 ]   |
| TV Anime Series DVD Itsudemo Doraemon!! 2                                                                                    | –          | 10 tập                | 23 tháng 3 năm 2018  | [ 351 ]   |
| TV Anime Series DVD Itsudemo Doraemon!! 3                                                                                    | –          | 11 tập                | 13 tháng 7 năm 2018  | [ 352 ]   |
| TV Anime Series DVD Itsudemo Doraemon!! 4                                                                                    | –          | 11 tập                | 13 tháng 7 năm 2018  | [ 353 ]   |
| TV Anime Series DVD Itsudemo Doraemon!! N S Wappen                                                                           | –          | 11 tập                | 20 tháng 6 năm 2019  | [ 354 ]   |
| TV Anime Series DVD Itsudemo Doraemon!! Kyōryū ga Deta!?                                                                     | –          | 11 tập                | 4 tháng 12 năm 2019  | [ 355 ]   |
| TV Anime Series DVD Itsudemo Doraemon!! Nobita Hyōryū-ki                                                                     | –          | 11 tập                | 5 tháng 3 năm 2020   | [ 356 ]   |
| TV Anime Series DVD Itsudemo Doraemon!! Moshimo Box                                                                          | –          | 11 tập                | 8 tháng 7 năm 2020   | [ 357 ]   |
| TV Anime Series DVD Itsudemo Doraemon! 9 Kumo no Naka no Pool                                                                | -          | 11 tập                | 7 tháng 7 năm 2021   | [ 358 ]   |
| TV Anime Series DVD Itsudemo Doraemon! 10 Zō to Ojisan                                                                       | -          | 10 tập                | 2 tháng 3 năm 2022   | [ 359 ]   |

## Phim anime
| Tựa phim                                                          | Ngày phát hành       | Ngày phát hành      | Ngày phát hành                                           | Ngày phát hành                                                               |
| Tựa phim                                                          | Đĩa la-de            | Băng VHS            | DVD                                                      | Blu-ray                                                                      |
| ----------------------------------------------------------------- | -------------------- | ------------------- | -------------------------------------------------------- | ---------------------------------------------------------------------------- |
| Doraemon: Chú khủng long của Nobita                               | 18 tháng 10 năm 1989 | –                   | 14 tháng 3 năm 2001                                      | Không có                                                                     |
| Doraemon: Nobita và lịch sử khai phá vũ trụ                       | 18 tháng 10 năm 1989 | –                   | 14 tháng 3 năm 2001                                      | Không có                                                                     |
| Doraemon: Nobita thám hiểm vùng đất mới                           | 25 tháng 10 năm 1993 | –                   | 4 tháng 7 năm 2001                                       | Không có                                                                     |
| Doraemon: Nobita và lâu đài dưới đáy biển                         | 25 tháng 11 năm 1993 | –                   | 4 tháng 7 năm 2001                                       | Không có                                                                     |
| Doraemon: Nobita và chuyến phiêu lưu vào xứ quỷ                   | 21 tháng 12 năm 1993 | –                   | 7 tháng 11 năm 2001                                      | Không có                                                                     |
| Doraemon: Nobita và cuộc chiến vũ trụ                             | 25 tháng 11 năm 1994 | 1 tháng 12 năm 1986 | 7 tháng 11 năm 2001                                      | Không có                                                                     |
| Doraemon: Nobita và binh đoàn người sắt                           | 25 tháng 11 năm 1994 | –                   | 20 tháng 3 năm 2002                                      | Không có                                                                     |
| Doraemon: Nobita và hiệp sĩ rồng                                  | 21 tháng 12 năm 1994 | 1 tháng 6 năm 1987  | 20 tháng 3 năm 2002                                      | Không có                                                                     |
| Doraemon: Nobita Tây du kí                                        | Không có             | –                   | 17 tháng 7 năm 2002                                      | Không có                                                                     |
| Doraemon: Nobita và nước Nhật thời nguyên thủy                    | Không có             | 1 tháng 10 năm 1989 | 17 tháng 7 năm 2002                                      | Không có                                                                     |
| Doraemon: Nobita và hành tinh muông thú                           | Không có             | 1 tháng 12 năm 1990 | 20 tháng 11 năm 2002                                     | Không có                                                                     |
| Doraemon: Nobita ở xứ sở nghìn lẻ một đêm                         | Không có             | –                   | 20 tháng 11 năm 2002                                     | Không có                                                                     |
| Doraemon: Nobita và vương quốc trên mây                           | Không có             | –                   | 19 tháng 3 năm 2003                                      | Không có                                                                     |
| Doraemon: Nobita và mê cung thiếc                                 | Không có             | –                   | 16 tháng 7 năm 2003                                      | Không có                                                                     |
| Doraemon: Nobita và ba chàng hiệp sĩ mộng mơ                      | Không có             | –                   | 19 tháng 11 năm 2003                                     | Không có                                                                     |
| Doraemon: Đấng toàn năng Nobita                                   | Không có             | 17 tháng 5 năm 1996 | 17 tháng 3 năm 2004                                      | Không có                                                                     |
| Doraemon: Nobita và chuyến tàu tốc hành Ngân Hà                   | Không có             | 17 tháng 7 năm 1998 | 14 tháng 7 năm 2004                                      | Không có                                                                     |
| Doraemon: Nobita và cuộc phiêu lưu ở thành phố dây cót            | Không có             | 3 tháng 3 năm 1999  | 17 tháng 11 năm 2004                                     | Không có                                                                     |
| Doraemon: Nobita du hành biển phương Nam                          | Không có             | 19 tháng 7 năm 2000 | 20 tháng 4 năm 2005                                      | Không có                                                                     |
| Doraemon: Nobita - Vũ trụ phiêu lưu kí                            | Không có             | 18 tháng 7 năm 2001 | 20 tháng 7 năm 2005                                      | Không có                                                                     |
| Doraemon: Nobita và truyền thuyết vua Mặt Trời                    | Không có             | 3 tháng 7 năm 2002  | 16 tháng 11 năm 2005                                     | Không có                                                                     |
| Doraemon: Nobita và những dũng sĩ có cánh                         | Không có             | 2 tháng 7 năm 2003  | 16 tháng 7 năm 2003                                      | Không có                                                                     |
| Doraemon: Nobita và vương quốc robot                              | Không có             | 18 tháng 2 năm 2004 | 14 tháng 7 năm 2004                                      | Không có                                                                     |
| Doraemon: Nobita và những pháp sư Gió bí ẩn                       | Không có             | 16 tháng 3 năm 2005 | 20 tháng 7 năm 2005                                      | Không có                                                                     |
| Doraemon: Nobita ở vương quốc chó mèo                             | Không có             | 19 tháng 7 năm 2006 | 19 tháng 7 năm 2006                                      | Không có                                                                     |
| Doraemon: Chú khủng long của Nobita (2006)                        | Không có             | Không có            | 20 tháng 12 năm 2006                                     | 2 tháng 3 năm 2012                                                           |
| Doraemon: Nobita và chuyến phiêu lưu vào xứ quỷ (2007)            | Không có             | Không có            | 5 tháng 12 năm 2007                                      | 2 tháng 3 năm 2012                                                           |
| Doraemon: Nobita và người khổng lồ xanh                           | Không có             | Không có            | 3 tháng 12 năm 2008                                      | 2 tháng 3 năm 2012                                                           |
| Doraemon: Nobita và lịch sử khai phá vũ trụ (2009)                | Không có             | Không có            | 2 tháng 12 năm 2009                                      | 2 tháng 3 năm 2012                                                           |
| Doraemon: Nobita và cuộc đại thủy chiến ở xứ sở người cá          | Không có             | Không có            | 1 tháng 12 năm 2010                                      | 2 tháng 3 năm 2012                                                           |
| Doraemon: Nobita và binh đoàn người sắt (2011)                    | Không có             | Không có            | 7 tháng 12 năm 2011                                      | 7 tháng 12 năm 2011 (bản đặc biệt giới hạn) 2 tháng 3 năm 2012 (bản thường)  |
| Doraemon: Nobita và hòn đảo diệu kì - Cuộc phiêu lưu của loài thú | Không có             | Không có            | 5 tháng 12 năm 2012                                      | 5 tháng 12 năm 2012 (bản đặc biệt giới hạn) 20 tháng 2 năm 2013 (bản thường) |
| Doraemon: Nobita và viện bảo tàng bảo bối                         | Không có             | Không có            | 4 tháng 12 năm 2013                                      | 4 tháng 12 năm 2013 (bản thường & bản giới hạn)                              |
| Doraemon: Nobita thám hiểm vùng đất mới (2014)                    | Không có             | Không có            | 6 tháng 8 năm 2014                                       | 6 tháng 8 năm 2014 (bản thường & bản giới hạn)                               |
| Stand by Me Doraemon                                              | Không có             | Không có            | 18 tháng 2 năm 2015                                      | 18 tháng 2 năm 2015 (bản thường & bản cao cấp)                               |
| Doraemon: Nobita và những hiệp sĩ không gian                      | Không có             | Không có            | 5 tháng 8 năm 2015                                       | 5 tháng 8 năm 2015                                                           |
| Doraemon: Nobita và nước Nhật thời nguyên thủy (2016)             | Không có             | Không có            | 10 tháng 8 năm 2016                                      | 10 tháng 8 năm 2016                                                          |
| Doraemon: Nobita và chuyến thám hiểm Nam Cực Kachi Kochi          | Không có             | Không có            | 2 tháng 8 năm 2017                                       | 2 tháng 8 năm 2017                                                           |
| Doraemon: Nobita và đảo giấu vàng                                 | Không có             | Không có            | 1 tháng 8 năm 2018                                       | 1 tháng 8 năm 2018                                                           |
| Doraemon: Nobita và đảo giấu vàng                                 | Không có             | Không có            | Ấn bản cao cấp gồm cả DVD & Blu-ray 1 tháng 8 năm 2018   |                                                                              |
| Doraemon: Nobita và Mặt Trăng phiêu lưu ký                        | Không có             | Không có            | 7 tháng 8 năm 2019                                       | 7 tháng 8 năm 2019                                                           |
| Doraemon: Nobita và Mặt Trăng phiêu lưu ký                        | Không có             | Không có            | Ấn bản cao cấp gồm cả DVD & Blu-ray 7 tháng 8 năm 2019   |                                                                              |
| Doraemon: Nobita và những bạn khủng long mới                      | Không có             | Không có            | 16 tháng 12 năm 2020                                     | 16 tháng 12 năm 2020                                                         |
| Doraemon: Nobita và những bạn khủng long mới                      | Không có             | Không có            | Ấn bản cao cấp gồm cả DVD & Blu-ray 16 tháng 12 năm 2020 |                                                                              |
| Stand by Me Doraemon 2                                            | Không có             | Không có            | 7 tháng 4 năm 2021                                       | 7 tháng 4 năm 2021                                                           |
| Stand by Me Doraemon 2                                            | Không có             | Không có            | Ấn bản cao cấp gồm cả DVD & Blu-ray 7 tháng 4 năm 2021   |                                                                              |

Box
| Tựa đề                            | Định dạng | Số tác phẩm | Ngày phát hành      | Tham khảo |
| --------------------------------- | --------- | ----------- | ------------------- | --------- |
| Doraemon the Movie Box Short Film | DVD       | 13 tác phẩm | 20 tháng 7 năm 2011 | [ 450 ]   |
| Doraemon the Movie Box 2006-2010  | Blu-ray   | 5 tác phẩm  | 2 tháng 3 năm 2012  | [ 451 ]   |
| Doraemon the Movie Box 2006-2010  | DVD       | 5 tác phẩm  | 2 tháng 3 năm 2012  | [ 452 ]   |
| Doraemon the Movie Box 1980-2004  | DVD       | 25 tác phẩm | 3 tháng 9 năm 2012  | [ 453 ]   |
| Doraemon the Movie Box 2011-2015  | Blu-ray   | 5 tác phẩm  | 4 tháng 3 năm 2020  | [ 454 ]   |